# Hephaestion violaceipennis
Hephaestion violaceipennis är en skalbaggsart som beskrevs av Leon Fairmaire och Germain 1861. Hephaestion violaceipennis ingår i släktet Hephaestion och familjen långhorningar. Inga underarter finns listade i Catalogue of Life.